# Moose Jaw
Moose Jaw (assiniboine: tácehubana) és una ciutat del centre-sud de Saskatchewan, Canadà als marges del riu Moose Jaw. Està situada al Trans-Canada Highway, 77 km a l'oest de Regina. Els residents de Moose Jaw són coneguts com a Moose Javians. Millor coneguda com a ciutat turística i de jubilació, serveix a les ciutats petites i les granges de la regió circumdant. La ciutat està envoltada pel Municipi rural de Moose Jaw No. 161.
Moose Jaw és un centre industrial i un important nus ferroviari per als productes agrícoles de la zona. És conegut pels seus murals històrics gegants a les parets exteriors dels edificis en el seu districte de negocis, i els seus túnels van ser utilitzats pels traficants d'alcohol durant la Prohibició. El CFB Moose Jaw és una escola d'entrenament de vol de l'OTAN, i és la llar dels Snowbirds, un equip aeronàutic militar de demostració de vol del Canadà. Moose Jaw també té una casino i balneari geotèrmic.

## Història
Els cree i assiniboines usaren l'àrea de Moose Jaw com a campament d'hivern. El Coteau du Missouri protegeix la vall i li dona una brisa càlida. L'encreuament del riu estret i l'abundància d'aigua i cacera en feien una bona ubicació per a l'assentament. Els tradicionals comerciants de pells natius i caçadors de bisons métis van crear el primer assentament permanent en un lloc anomenat "the turn", en l'actual Kingways Park.
La intersecció del riu Moose Jaw i Thunder Creek va ser elegit i registrat en 1881 com a lloc per a un punt de divisió per a la Canadian Pacific Railway, la construcció de la qual va ser significativa en la Confederació del Canadà. El subministrament d'aigua era important per a les locomotores de vapor. L'establiment va començar-hi el 1882 i la ciutat va ser incorporada el 1903. El ferrocarril va tenir un paper important en el desenvolupament inicial de Moose Jaw, puix que la ciutat tenia dues estacions, una de la Canadian Pacific Railway i una de la Canadian National Railway. Es va construir un dic al riu en 1883 per crear un subministrament d'aigua durant tot l'any.
Marcada en un mapa com a Moose Jaw Bone Creek en una agrimensura de 1857 pel topògraf John Palliser, hi ha dues teories al voltant del nom de la ciutat. El primer creu que prové del cree de la planura moscâstani-sîpiy que vol dir "un lloc càlid pel riu", indicatiu de la protecció contra el clima que el Coteau ofereix a la vall del riu que conté la ciutat i també del cree de la planura moose gaw, que vol dir brisa càlida. L'altre és al mapa de la ciutat, on el riu Moose Jaw té la forma d'una mandíbula d'ant.

## Demografia

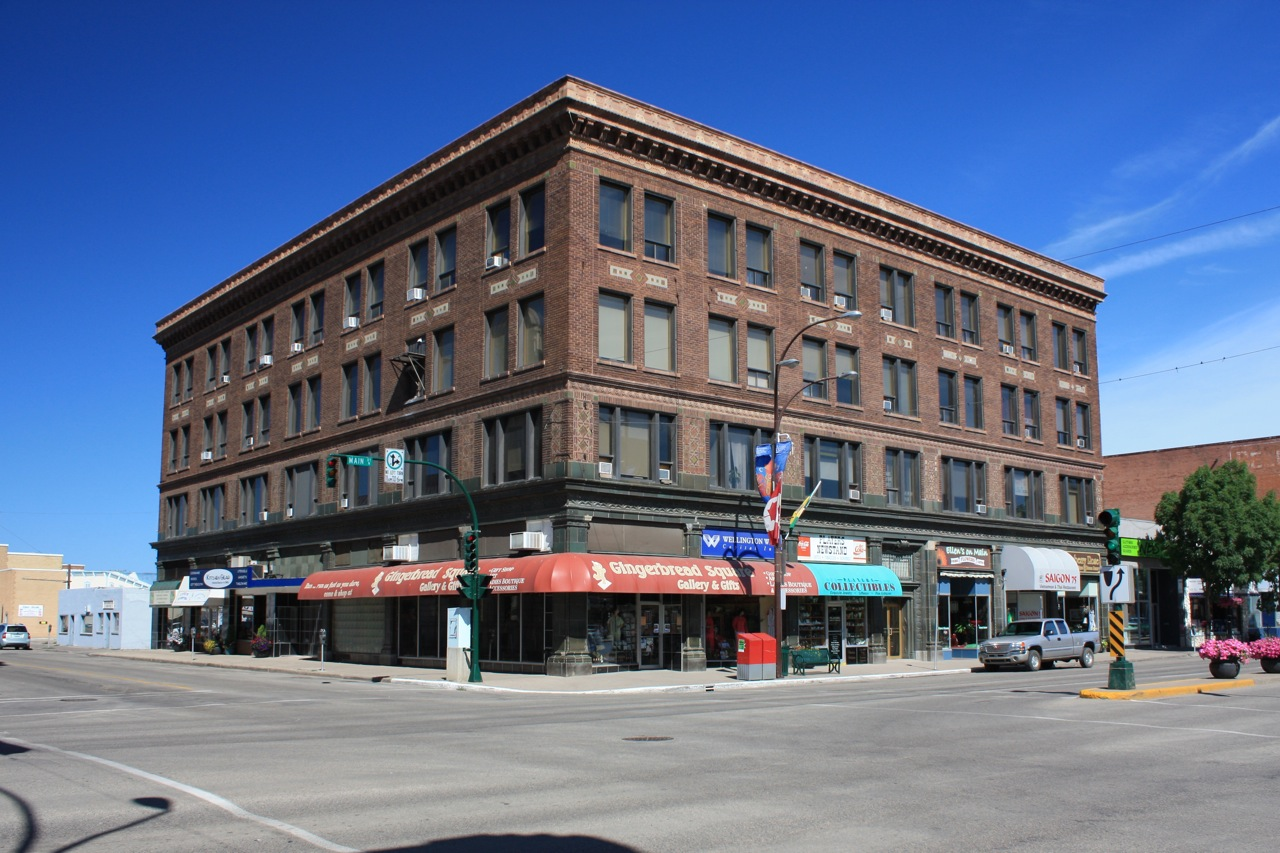
Edifici Hammond (1912)

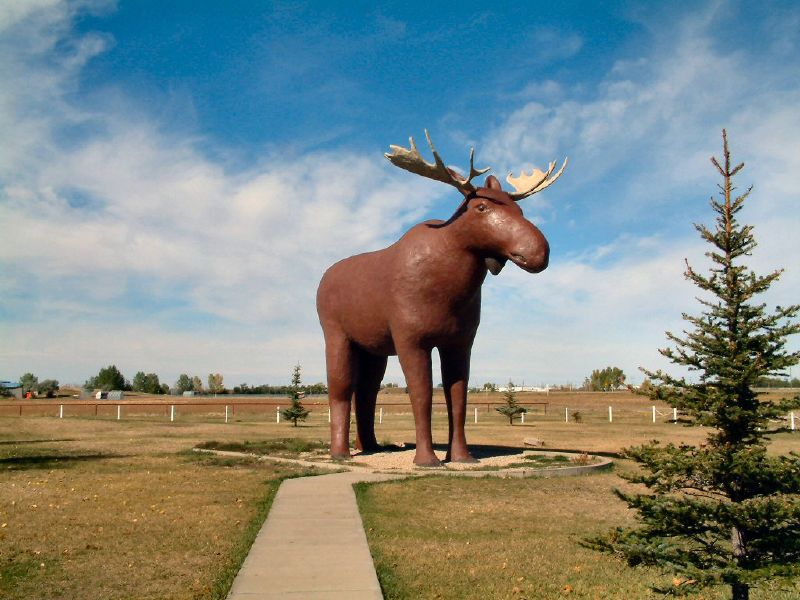
Mac the Moose, estàtua d'un ant de fibra de vidre a Moose Jaw

| Població per origen ètnic, 2011 | Població per origen ètnic, 2011 | Població per origen ètnic, 2011 |
| Grup ètnic                      | Població                        | Percent                         |
| ------------------------------- | ------------------------------- | ------------------------------- |
| Europeus                        | 26,100                          | 807,0%                          |
| Altres nord-americans           | 9,200                           | 284,0%                          |
| Asiàtics                        | 1,150                           | 36,0%                           |
| Métis                           | 905                             | 28,0%                           |
| Primeres Nacions                | 825                             | 26,0%                           |
| Africans                        | 420                             | 13,0%                           |
| Americans del Centre i Sud      | 140                             | 4,0%                            |
| Oceania                         | 105                             | 3,0%                            |
| Carib                           | 90                              | 3,0%                            |
| Total població                  | 32345                           | 100%                            |

| 1901 | 1911  | 1921  | 1931  | 1941  | 1951  | 1961  | 1971  | 1981  | 1991  | 1996  | 2001  | 2006  | 2011  |
| ---- | ----- | ----- | ----- | ----- | ----- | ----- | ----- | ----- | ----- | ----- | ----- | ----- | ----- |
| 1558 | 13823 | 19285 | 21299 | 20496 | 24355 | 33206 | 31854 | 33941 | 33593 | 32973 | 32131 | 32132 | 33274 |

## En cultura popular
En el fictici univers de Harry Potter, Moose Jaw és la llar d'un equip professional de quidditch, els Meteorits de Moose Jaw, que són considerats un dels equips de quidditch més complets del món. No obstant això, en la dècada de 1970 van ser amenaçats amb la dissolució causa de l'arrossegament espurnes de foc de les seves escombres durant els vols de victòria. Avui dia, els seus jocs es consideren una atracció turística popular.
En la pel·lícula de 1977 Slap Shot, el personatge de Billy Charlebois, encarnat per Guido Tenesi, és de Moose Jaw.
En la pel·lícula de 1980 Atlantic City, el personatge de Sally, encarnat per Susan Sarandon, diu que la família del seu darrer marit és "a Moose Jaw, vora Medicine Hat."
En l'episodi 70è de la sèrie de televisió Bones, els personatges de Brennan i Booth van d'incògnit com a Wanda i Buck Moosejaw, artistes canadencs en una atracció de llançament de ganivets.